# Hibers Trench Cemetery
Hibers Trench Cemetery is een Britse militaire begraafplaats met gesneuvelden uit de Eerste Wereldoorlog, gelegen in het Franse dorp Wancourt (departement Pas-de-Calais). De begraafplaats ligt aan de Rue d'Artois op 1180 m ten westen van het dorpscentrum (Église Saint-Aubode), vlak naast de Autoroute du Nord (A1). Ze werd ontworpen door George Goldsmith en heeft een langwerpige vorm met aan de achterzijde een apsis waarin het Cross of Sacrifice staat. Aan de straatzijde wordt ze afgesloten door een natuurstenen muur en de andere randen worden afgeboord met een haag en draadafsluiting. Het terrein klimt naar de achterzijde toe lichtjes omhoog. 
Er liggen 136 doden begraven waaronder 6 niet geïdentificeerde.
De begraafplaats wordt onderhouden door de Commonwealth War Graves Commission.

## Geschiedenis
Wancourt werd op 12 april 1917 door Commonwealthtroepen veroverd en 's anderendaags door 50th (Northumbrian) Division bezet. Tijdens het Duitse lenteoffensief in maart 1918 ging het dorp verloren maar werd op 26 augustus heroverd door het Canadian Corps. De begraafplaats werd in april 1917 door de Burial Officer (dit is de officier die verantwoordelijk was voor de registratie en begraving van de gesneuvelden) van de 50th Division aangelegd en werd gebruikt tot oktober daaropvolgend. In augustus en september 1918 werden drie Canadezen toegevoegd en in de zomer van 1919 nog twee andere graven.
Er  liggen nu 128 Britse en 2 Canadese geïdentificeerd gesneuvelden begraven. Drie Britten worden herdacht met Special Memorials omdat hun graven niet meer gelokaliseerd konden worden en men neemt aan dat ze zich onder naamloze grafzerken bevinden.

## Onderscheiden militairen
- Charles Whitley, kapitein bij het King's Royal Rifle Corps werd onderscheiden met het Military Cross (MC).
- sergeant F. Shore (Yorkshire Regiment), kanonnier T. Martin (Royal Field Artillery) en korporaal F. Rogers (Royal Garrison Artillery) werden onderscheiden met de Military Medal (MM).